# Marie Howland
Pour les articles homonymes, voir Howland.
Marie Howland, née en 1836 et morte en 1921, est une féministe américaine associée aux mouvements sociaux utopistes.

## Biographie
Orpheline, elle s'appelle d'abord Marie Stevens. À partir de l'âge de 12 ans, elle travaille dans une filature du Massachusetts. Elle déménage ensuite à New York, étudie et devient enseignante. Mariée, elle s'installe dans un phalanstère urbain, l'Unitary Household. Elle y rencontre Edward Howland (1832-1890), aux idées radicales, qui devient son second époux. Ils voyagent en Europe et, en 1864, passent quelques mois au familistère de Guise (France). De retour aux États-Unis en 1866, ils propagent désormais la pensée de Jean-Baptiste André Godin, créateur de cet espace communautaire français. Dans le Harper's New Magazine d'avril 1872, Edward Howland publie l'étude « The Social Palace at Guise », alors qu'au même moment, Marie Howland traduit Solutions sociales de Godin,.
C'est cependant avec son roman utopique Papa's Own Girl, publié en 1874, qu'elle se fait le mieux l'avocate de ces idées. Le livre raconte l'histoire de deux jeunes femmes : fille du docteur Forest, Clara quitte son mari infidèle alors que Susie Dykes, pupille du docteur, couche avec le frère de Clara, qui l'abandonne ensuite avec leur jeune fille Minnie. Malgré ces difficultés, elles rencontrent le comte de Frauenstein, un riche étranger qui adopte la fille de Susie, se marie avec Clara et, imitant Godin, fait ériger un palais social à Oakdale, où ils s'installent tous ensemble.
D'inspiration féministe, l'ouvrage défend l'union libre. Frauenstein, assène aux mères qui doutent sur l'éducation de leurs filles : « Enseignez-leur à se créer une situation indépendante, à être fières de leur sexe, et elles fuiront instinctivement, comme un contact de mains impures, les propos séducteurs des hommes égoïstes ». Un hors-série du magazine Le Point consacré aux mouvements utopiques note par ailleurs que sont abordées dans ce livre « les principales idées de l'auteur : lutte contre la misère et le dénuement, solidarité, association librement consentie, amour et respect du travail, volonté d'exemplarité dans son comportement quotidien ». Afin de plaire au lectorat féminin de l'époque et aux canons bourgeois, le roman se termine bien, la naissance de l'enfant de Clara et du comte, un garçon, étant considérée comme symbole d'avenir, espoir d'une nouvelle humanité. Toutefois, sous couvert d'un récit sentimental, il s'agit bien d'un livre féministe et utopique, qui aura une forte influence sur les réformateurs sociaux des États-Unis, recevant pour l'occasion un nouveau titre, The Familistere. En France, il est traduit par la compagne de Godin, Marie Moret (1840-1908) mais n'aura aucun succès.
Elle participe aussi à la fondation d'une ville communautaire au Mexique, expérience au résultat mitigé. Edward Howland meurt en 1890 et elle rejoint par la suite la Fairhope Single Tax Colonie, une communauté créée en 1894 en Alabama, où elle occupe le poste de bibliothécaire.